# الصافح (وشحة)

تعديل مصدري - تعديل

الصافح هي إحدى قرى عزلة بني هني بمديرية وشحة التابعة لمحافظة حجة، بلغ تعداد سكانها 694 نسمة حسب تعداد اليمن لعام 2004.